# Mayadunne
Mayadunne (Singalès: මායාදුන්නේ) (1501–1581) fou rei de Sitawaka que va governar 60 anys entre 1521 i 1581. Fou el cap del partit nacional singalès oposat als portuguesos que havien arribat a l'illa de Ceilan el 1505. Com que el seu germà gran Bhuvaneka Bahu, que va heretar el regne de Kotte, es va anar acostant als portuguesos, es va dedicar a lluitar contra ell i preservar la independència de Ceilan.

## Biografia

### Naixement i infància
Mayadunne va néixer el 1501 a Kotte, capital del regne de Kotte. Era fill del rei Vijayabahu VII (rei des de 1509 o 1513 fins a 1521). Era el fill petit del rei i la seva reina principal i tenia dos germans més grans: el més gran Bhuvaneka Bahu i el segon Para Raja Sinha (després conegut com a Rayigam o Raigama Bandara).

### Pujada al poder
Disputes familiars van esclatar al regne de Kotte. Com s'ha dit el rei tenia tres fills i estava casat amb una reina principal que, segons una costum local, era també esposa del seu germà; per això es va suggerir com a hereu no un d'aquests tres fills sinó un fill d'un anterior matrimoni de la esposa secundària Kirawella, que portava el nom Deva Raja Sinha; per por de ser assassinats els tres fills del rei van fugir i el més jove, o sigui Mayadunne, es va dirigir a Senkadagala on amb l'ajuda del seu cosí Jaya Vira (fill i successor de Wikrama Bahu) que era el raja de la part oriental de l'illa (anomenada Uda Rata o Kanda Uda Rata i tenia per capital a Senkadagala), va reunir un exèrcit amb el que va retornar i va atacar Kotte. Vijayabahu va haver de demanar la pau; el príncep va estacionar les seves forces a la vora del palau i allí el jove Deva Raja Sinha de 7 anys el va informar innocentment que hi havia soldats esperant per matar-lo al entrar a palau. Mayadunne es va retirar i l'exèrcit del rei que simpatitzava amb la causa dels tres prínceps, es va unir a l'exèrcit del jove Mayadunne per assetjar el palau. El rei, que no fou molestat, va poder retirar-se cap al pis superior amb dues esposes.
A la nit es va reunir un consell que va decidir que Vijayabahu havia de ser mort; no es va trobar cap singalès que acceptés matar-lo i al final es va pagar a un estranger que el va assassinar (1521). Al matí el consell va decidir designar rei al gran dels tres fills, de nom Bhuvaneka Bahu (VII), i l'elecció fou presentada al poble per ratificació, sent aclamat per la gent. Mayadunne va donar suport al seu germà i es va encarregar de suprimir tota resistència. Es van crear principats pels seus germans: el segon Para Raja Singha va rebre el korale (districte) de Rayigam (pel que fou conegut com a Raygam o Raigama Bandara) mentre Mayadunne va rebre la regió del riu Sitawaka (que anava des de la rodalia de Kotte fins a Uda Rata) on va construir la ciutat d'aquest nom.

### Retirada portuguesa
El 1525 el fort portuguès fou desmuntat i l'artilleria i els soldats portats a l'Índia. No obstant va quedar un agent (factor) a l'illa, Nuno Freyre de Andrade, sota protecció del rei de Kotte. Aviat també es va haver de desmantellar el fort portuguès de Calicut. Els vaixells del Samorin de Calicut van aparèixer a la costa de Ceilan i els portuguesos que hi havia allí van buscar refugi a la cort de Bhuvaneka Bahu.

### Aliança de Mayadunne amb el Samorin de Calicut
Bhuvaneka Bahu VII va entrar en conflicte amb els seus dos germans a causa de la protecció que donava als portuguesos, i va demanar a aquests que restauressin el fort que havien abandonat. Mayadunne en canvi va fer aliança amb el Samorin que el 1528 li va enviar armament i una petita força manada pels musulmans Pachchi Marikar i Cunhale Marikar de Calicut i per un àrab de nom Ali Ibrahim. Amb aquestes forces Mayadunne va assetjar Kotte, però els portuguesos van enviar vaixells des de Goa i els atacants es van haver de retirar.
Mayadunne va fer llavors una victoriosa campanya contra Kanda Uda Rata i el seu germà Para Raja Singha, ara anomenat com Rayigam Bandara (per ser príncep de Rayigam) se li va unir reforçant el seu poder. El conflicte es va perllongar fins a l'octubre de 1536 sense cap resultat. Ali Ibrahim va tornar amb 4000 soldats i va assetjar Kotte junt amb Mayadunne, però els portuguesos van tornar a enviar reforços i abans de la seva arribada ja els atacants es van retirar. El 1538 va arribar una flota de 51 vaixells del Samorin amb vuit mil homes i 400 canons i Martim Afonso de Sousa, Capità Major de les mars, va sortir en la seva persecució trobant la flota enemiga prop de Rameswaram, l'illa sagrada entre Ceilan i el continent. La batalla es va lliurar el 29 de febrer de 1538 i els portuguesos en van sortir victoriosos.

### Annexió de Raigama i hereu de Kotte
Sousa va visitar al rei de Kotte que li va fer una aportació en diners per pagar les despeses de l'expedició. Poc després (1538) va morir el príncep Rayigam Bandara i Mayadunne es va apoderar del seu principat (Raigama) tot i l'oposició del rei suprem. Aquest només tenia una filla amb la seva esposa principal, anomenada Samudra Devi (Reina de l'Oceà), la qual fou casada amb un príncep d'una branca col·lateral de la família de nom Vidiye Bandara, raja de Madampe. Mayadunne, que aspirava a la successió, era fins aleshores l'hereu legítim i ara si volia el tron l'havia d'agafar per la força.
El Samorin de Calicut li va enviar una flota de 16 vaixells manats per Pachchi Marikar i el seu germà, per ajudar-lo per mar mentre Bhuvaneka Bahu demanava ajut als portuguesos; però aquesta vegada els portuguesos estaven ocupats per la presència turca a Diu. El virrei Garcia de Noronha (1538-1540) havia preparat ajuda per Ceilan però no la va poder enviar i així ho va comunicar al rei singalès (que ja havia pagat l'ajuda) assegurant que quant Diu fos a les seves mans enviaria una força militar. El rei va enviar encara més diners. Mayadunne va atacar Kotte. El març de 1539 la situació dels portuguesos havia millorat i el veterà Miguel Ferreira (de més de 70 anys) fou enviat a Ceilan i va trobat a Mayadunne en ple setge de Kotte; a l'arribada dels portuguesos es va haver de retirar cap el seu territori.

### Acord de pau del regne de Sitawaka amb els portuguesos
Ferreira va organitzar una campanya contra Mayadunne en la que el mateix rei va decidir participar amb 18.000 soldats. Durant dos dies van avançar cap a Sitawaka; Ferreira va comminar al príncep a l'entrega dels musulmans indis al seu servei o Sitawaka seria cremada i el príncep empresonat. Mayadunne va refusar però va demanar una treva de dos dies per buscar un acord; al cap de dos dies les forces musulmanes i portugueses es van enfrontar sobtadament; els musulmans va poder escapar; els portuguesos van començar a avançar cap a Sitawaka quan es van trobar una columna de 200 homes que s'acostava i els portuguesos li van disparar però van resultar ser gent de la casta paduwo que portaven els caps dels musulmans incloent el del seu valent comandant; no es va arribar a saber si havien estat morts per ordres de Mayadunne o per la gent del poble, però com que la demanda havia estat satisfeta els portuguesos i singalesos reials es van retirar cap a Kotte.
Es va signar la pau per la qual Mayadunne va accedir a retornar els territoris que havia conquerit i va pagar una indemnització de guerra, obligant-se a no tornar mai més a agafar les armes contra el seu germà el rei. El rei va donar joies als oficials de l'exèrcit portuguès i del seu propi i va enviar canyella i diners al govern de Goa; el factor de Colombo, que havia actuat cruelment, fou arrestat i carregat de cadenes sent enviat a Goa però va morir a mans de pirates pel camí. La pau es va mantenir després fins al 1547. Després Mayadunne va tornar a atacar al regne de Kotte.

### Intervenció portuguesa
Els quatre reis de l'illa (Kotte, Sitawaka, Senkadagala i Nallur o Jaffna) buscaven l'ajut portuguès per resoldre els seus conflictes, cosa que podia facilitar els designis portuguesos, però la situació a Goa no va permetre imposar definitivament a cap d'ells. Al final del 1547 no obstant, van enviar una força reduïda (100 homes manats per Antonio Moniz Barreto) aparentment per decidir després d'investigar sobre el terreny en quin lloc el pes de les espases portugueses podria imposar-se; Barreto no sabia a qui afavorir.
A meitat de novembre del 1549 el rei de Kotte va enviar una ambaixada al virrei portuguès de l'Índia per demanar ajut contra Mayadunne que ja s'havia apoderat de la major part del seu regne i el tenia assetjat a la capital; va prometre a canvi 10.000 cruzados, pebre, deu elefants i un increment del tribut anual de 300 a 400 bahars de canyella. El virrei va enviar una força de 600 homes manats per Jorge de Castro i els 10.000 cruzados foren pagats als ambaixadors en el moment. Mayadunne va haver de aixecar el setge i retirar-se, deixant algunes forces per impedir un avanç portuguès combinat amb les forces de Kotte; la primera batalla es va lliurar entre Mutwal i el tanc Mulleriawa on hi havia un fort de Mayadunne, que fou conquerit pels portuguesos i les forces de Bhuvaneka Bahu VII; la segona batalla es va lliurar a Malwana, fortalesa que els aliats van ocupar i Mayadunne va perdre 600 homes; la tercera batalla es va lliurar a Hanwella on la fortificació fou igualment conquerida amb moltes baixes pels dos costats; la quarta batalla ers va lliurar a la ruta entre Hanwella i Avisawella on altre cop els aliats van guanyar. Mayadunne va evacuar Sitawaka cap a la fortalesa de Deraniyagala a Batugedera, mentre els aliats saquejaven la capital.
Pocs dies després els portuguesos van avançar cap a Uda Rata, però allí van trobar una forta oposició i els portuguesos foren rebutjats i van haver de fugir abandonant el seu equipament (que van cremar). Els singalesos van perseguir als fugitius i al arribar al que fou el regne de Mayadunne ja la meitat havien estat morts i tots els que quedaven estaven ferits. Mayadunne va aprofitar la situació, va ajudar els portuguesos i va influir en Antonio Moniz Barreto contra Bhuvaneka Bahu VII, al que va acusar de col·laborar amb Uda Rata en els recents esdeveniments.
Finalment Mayadunne va obtenir la pau per la qual va haver de retornar a Bhuvaneka Bahu VII tots els districtes que li havia arrabassat, pagar 100.000 pagodes per cobrir les despeses de la guerra i contribuir amb diners i 3000 homes a una propera expedició contra el rei de Sekandagala (Kandy). Poc després Mayadunne reprenia la guerra contra Kotte.

### Aliança amb Mayadunne
L'agost de 1550 el nou virrei Afonso de Noronha que navegava cap a Goa en camí per fer-se càrrec del govern, fou portat per les turmentes a Colombo. En aquest moment Bhuvaneka Bahu i Mayadunne tornaven a estar en guerra i el primer va demanar ajut al virrei en contra del seu germà i rival.
El virrei va acceptar i va demanar a Bhuvaneka Bahu VII el pagament de 200.000 pardaos que el rei no va poder reunir ni de lluny; El rei volia justificar-se i va enviar valuosos regals al virrei però no ho va portar en persona (en canvi Mayadunne va aparèixer amb una escorta i regals i va impressionar a Noronha) i el virrei ho va considerar una ofensa i es va enfgadar i el rei per apaivagar-lo li va enviar el que havia pogut reunir, 15000 pardaos pel virrei i diverses joies per la reina de Portugal; el seu ambaixador va demanar una entrevista amb el virrei, però les pretensions d'aquest foren tant exagerades que el rei va desistir, assegurant que només el respecte pel rei de Portugal li impedia destruir la factoria; en un imperiós missatge ordenava al virrei abandonar el país cosa que va haver de fer, ja que no tenia prou forces per oposar-se a Bhuvaneka Bahu. Mayadunne semblava que estava aconseguint acostar-se als portuguesos tant com se'n allunyava el seu germà.

### Proclamació de Dharmapala
Bhuvaneka Bahu VII patia feia algun temps, atacs de febre, i es va retirar a Kelaniya a la riba del Kelani Ganga. Allí fou assassinat un dia (1551) pel mulat Antonio de Barcelos, un esclau del virrei que aquest havia deixat a la zona quan se'n va anar, per realitzar aquesta missió. El jove Dharmapala fou immediatament proclamat com a nou rei sota regència del seu pare Vidiye Bandara.
L'octubre de 1551 el virrei Afonso de Noronha va arribar a Colombo amb un fort exèrcit de 3000 homes en 70 vaixells, oficialment per arranjar els afers de l'illa. 500 soldats manats pel virrei van ocupar Kotte i van intentar trobar el tresor reial, però cap funcionari va voler revelar el secret ni sota cap de les tortures imposades. El palau fou saquejat i tot el valuós s'ho van emportar. Després va oferir atacar a Mayadunne i va demanar a Dharmapala 200.000 pardaos a canvi del seu ajut, la meitat al moment i l'altra meitat sortiria del saqueig de Sitawaka que s'havia de repartir entre els reis de Ceilan i el de Portugal.
El regent Vidiye Bandara només va poder pagar 80.000 pardaos però el virrei va acceptar i va posar a la seva disposició 3000 portuguesos ocupant les fortaleses que controlaven la ruta des de Kelaniya a Sitawaka; després van entrar a la ciutat que havia estat abandonada (Mayadunne s'havia retirat a Deraniyagala, deixant un missatge en què els oferia la ciutat per allotjar-se i els convidava a anar a les muntanyes on els esperava amb el seu tresor amb nombroses pedres precioses). Sitawaka estava construïda a la vora del riu Sitawaka Ganga i era força gran, i prop tenia un rierol famós per produir moltes pedres precioses. Els portuguesos van ocupar la ciutat i van saquejar les cases, el palau i el preciós temple de granit treballat de Bhairawa Kovil. Quan el regent va reclamar la seva part del saqueig, el virrei s'hi va negar al·legant que encara devia 20.000 pardaos. Retornats a Kotte van robar als habitants de totes les joies i coses de valor. El regent Vidiye Bandara va fugir i Sembahap Perumal nomenat al seu lloc. Es va demanar al rei de convertir-se però aquest va donar llargues a l'afer dient que en aquell moment no era convenient per l'oposició dels seus súbdits però entregava un jove príncep fill del seu antecessor, per ser criat a Goa com un cristià. Quan el rei va declarar no poder pagar els 20.000 pardaos, el regent Sembahap Perumal fou enviat presoner a un vaixell com a garant del deute; finalment va poder pagar 5000 pardaos i alliberat amb la promesa de pagar la resta en 1 any.

### Resposta nacional
Poc després el virrei abandonava l'illa i Vidiye Bandara, considerat cap del partit nacional, retornava al poder; el factor portuguès fou executat, la conversió de singalesos al cristianisme es va prohibir i els sacerdots es van haver de refugiar al bosc. El virrei no va poder ocupar-se dels afers de Ceilan doncs els turcs estaven atacant Ormuz i va enviar un missatge conciliador a Vidiye Bandara. En realitat els portuguesos van perdre la seva oportunitat, ja que disposaven de les forces de Kotte i ni Sitawaka ni Senkadagala (Uda Rata) podien oferir resistència, ja que no tenien gairebé armes de foc i els portuguesos disposaven d'armadures que els feien invulnerables a les armes singaleses.

### Aliança de Mayadunne amb els portuguesos
No obstant els portuguesos foren conscients de que els calia una zona de domini exclusiu i no dependent del rei i el nou virrei Pedro Mascarenhas (successor de Noronha el setembre de 1554) el novembre de 1554 va enviar a Duarte de Eca a Ceilan amb 500 soldats per restaurar el fort de Colombo, engrandit fins a ocupar part de la ciutat dita de Colombo; la llacuna fou assecada i convertida en posició de defensa.
Duarte de Eca havia rebut ordres de fer presoner a Vidiye Bandara, hostil als portuguesos. Fou capturat i encadenat mentre la seva esposa Samudra Devi va fugir a Raigama. Mitjançant pagament, la princesa va aconseguir fer escapar al príncep presoner i els dos es van retirar a Pelenda als límits del korale Pasdun. Alli va començar una campanya contra els portuguesos atacant les poblacions de la costa, destruint les esglésies construïdes pels franciscans i executant els portuguesos capturats. Samuda Devi va morir poc després i Vidiye es va casar amb una filla de Mayadunne (una filla que era vídua) i es preveia una aliança, però Vidiye va tractar tant malament a la princesa que aquesta aliança es va esvair i Mayadunne es va aliar als portuguesos amb els que va signar un tractat l'agost de 1555 segons el qual un exèrcit manat pel fill petit de Mayadunne, Tikiri Rajjuru Bandara (de 13 anys) i pel general Wikramasinha Mudiyanse, avançaria cap el Kalu Ganga i es reuniria a Kalatura amb un contingent portuguès de 300 homes.
Així es va fer; després de creuar el Pelen Ganga foren atacats per Vidiye Bandara, que fou rebutjat, abandonant la seva esposa i els tresors; la princesa fou enviada a Sitawaka mentre durant dos dies es van dedicar a destruir la posició forta que havia allotjat a Vidiye. Els soldats van acampar al mig de l'herba i llacunes pantanoses infestades de sangoneres, l'horrible maledicció de la zona humida, contra les que la roba no els podia protegir; això va afectar greument a les forces de Sitiwaka que van abandonar el lloc i van seguir en persecució de Vidiye Bandara que es va refugiar a Uda Rata on fou ben rebut per Karaliyadda Bandara, que s'havia revoltat contra el seu pare Jaya Vira i li havia arrabassat el poder (1551).

### Aclamació del jove Raja Sinha
Vidiye Bandara va aixecar un nou exèrcit i es va dirigir als Quatre Korales on fou atacat per Tikiri Rajjuru Bandara, el fill de Mayadunne, i es va haver de retirar cap a les muntanyes. L'exèrcit d'Uda Rata, desmoralitzat, es va desbandar després de poca resistència i fou perseguit i massacrat i el seu general fou aclamat pels soldats vencedors amb el nom de Raja Sinha (Rei Lleó).

### Final de Vidiye Bandara
Mayadunne va cridar al rei d'Uda Rata, Karaliyadda, per expulsar a Vidiye Bandara, que es va refugiar amb Edirimanna Surya Raja a Devamedda. A Mudukonda Pola el refugiat fou saludat pel seu parent. Pero Vidiye no va tardar en matar el seu amfitrió i apoderar-se del govern del Set Korales. La població va apel·lar al rei de Kotte i al de Sitawaka i els exèrcits dels dos reis, amb alguns portuguesos, es van posar en campanya. Vidiye va reunir els tresors que va poder i va fugir a Kalpitiya, des de on va embarcar cap a Jaffna. El rei de Jaffna el va rebre amablement i li va prometre ajuda. Però durant un festival es va produir una explosió accidental i Vidiye es va alarmar i va esclatar una confusa lluita en que el regent començar a matar gent amb l'espasa; fins a 60 tàmils van morir abans de poder-lo dominar i matar; entre els que van morir hi havia el seu fill Vijayapala; els seus tresors van quedar pel rei tàmil de Jaffna.
Kotte quedava sense un líder capacitat. Sembahap Perumal havia estat desterrat a Goa l'any abans on el seu amic Francisco Barreto era governador (1555-1558) i li va donar una càlida acollida i amb el temps el va convèncer per batejar-se com a Francisco. Un temps després fou enviat a Kotte acompanyat del franciscà Villa de Conde, on va recuperar la seva posició de regent.

### La Dent Sagrada a Sitawaka
Mentre la sagrada relíquia del Dent de Buda havia estat portada pel seu custodi el noble Hiripitiye Diyawadana Nilame, fins a Sitawaka on Mayadunne li va erigir una gran maligawa a Delgomuwa.

### Decadència de Kotte
El 1556 la comunitat de la casta de pescadors de la costa al sud de Colombo, uns 70.000, es van convertir al cristianisme. El mateix any es va batejar el jove Dharmapala amb el nom de Dom João Periya Bandara, i la seva reina es va batejar al mateix temps amb el nom de Donha Catherina (per la reina de Portugal). João Dharmapala va escriure al rei de Portugal demanant ajut contra Mayadunne, però quan la carta va arribar al rei ja havia mort i la reina mare i el cardenal Dom Enric (Henrique) actuaven com a regents del rei infant Dom Sebastiao, van enviar instruccions al virrei. El papa, el rei de França i el rei de les Espanyes van enviar felicitacions al nou rei cristià. A la cort alguns nobles van seguir al rei i les costums i títols portuguesos es van estendre. João Dharmapala va viatjar a Lisboa sent esmentat com "príncep de Ceylao" i va rebre el títol formal de comte; quan va retornar a Goa es va casar a una dama portuguesa.

### Mayadunne líder singalès
Mayadunne va prendre avantatge de l'impopular conversió del seu nebot i es va presentar com el campió nacional singalès. Es van produir disturbis a Kotte i els portuguesos van haver de disparar. Mayadunne va aixecar forces a la província (disawani) de Matara (entre Kotte i el Walaye Ganga); Afonso Pereira de Lacerda (1555-1559) fou enviat des de Goa per ajudar el rei i va aconseguir rebutjar a les forces de Mayadunne a les portes de la capital. Pereira fou succeït per Jorge de Meneses Baroche el maig de 1559 i va rebutjar un exèrcit dirigit per Wikramasinha Mudaliyar. Raja Sinha (Tikiri Rajjuru Bandara), el fill de Mayadunne, va dirigir en persona un cos de guerrers experts amb elefants i cavalleria de suport que van atacar als portuguesos i es va lliurar una gran batalla a la plana entre Mulleriyawa i Kaduwela, a uns 20 km de Colombo i els portuguesos van acabar retirant-se, i encara que se'ls va tallar la retirada van poder arribar als vaixells que els esperaven al riu. Raja Sinha va fundar dos fortaleses a Kaduwela i Rakgaha Watta per controlar els camins des de Colombo que els portuguesos, per recuperar el seu prestigi, planejaven atacar; però altre cop foren derrotats i perseguits per Wikramasinha; reforços procedents de l'Índia van arribar aviat però enlloc de atacar Mayadunne es van dedicar a combatre contra el rei de Jaffna.

### Lluites entre Sitawaka i els portuguesos
El nou virrei Dom Constantino de Bragança (8 de setembre de 1558 a 7 de setembre de 1561) va fer un nou atac a Jaffna l'octubre de 1560, o es van apoderar del Dent de Buda (suposadament fals) que hi havia portat Vidiye Bandara i que fou destruït, rebutjant una fabulosa oferta de rescat del rei de Pegu. Però mentre Raja Sinha feia incursions ràpides cap a la capital i cap a Colombo. Kotte fou rodejada o bloquejada i els portuguesos després de menjar-se els elefants, van haver de recórrer al canibalisme; un grup important dins de la capital era partidari de la rendició, però van aguantar i finalment Raja Sinha va retornar a Sitawaka. L'octubre de 1564 va retornar a Kotte que va quedar assetjada altre cop; el 12 de febrer de 1565 la ciutat fou assaltada però l'assalt fou rebutjat. Mentre els portuguesos van negociar amb Karaliyadda de Uda Rata, que va fer un atac a la frontera de Sitawaka obligant a Raja Sinha a tornar corrent per fer front a aquest perill.

### Transferència de la residència reial a Colombo
El 1565 Diogo de Melo Coutinho (1565-1568 i 1570-1572) fou enviat a Ceilan per establir el centre del domini portuguès a Colombo, a la costa, que podia ser accedida més fàcilment des de l'Índia, al contrari que Kotte, al interior. La cort reial havia de ser transferida a Colombo així com població i artilleria i així es va fer el juliol de 1565, tot i la protesta singalesa. Kotte va quedar deserta i el regne va deixar d'existir de fet si bé de iure va seguir a Colombo. Mayadunne fou considerat aleshores pels singalesos com l'únic sobirà del país Sinhala excepte Jaffna i Kanda Uda Rata (i la zona portuguesa a l'entorn de Colombo). La fortalesa de Wattala impedia als portuguesos avançar cap al nord creuant el Kelani Ganga; una altra fortalesa, a Nagalagama, prop del fort de Colombo, impedia avançar cap a Sitawaka: i una tercera fortalesa a la plana de Mapane, al sud de Colombo, els tallava l'avanç cap a Matara. Els portuguesos, aconsellats pels mudaliyars, seguien donant suport a Dharmapala i feien algunes incursions limitades des de Colombo cap a les zones properes.

### Mayadunne abdica en el seu fill Raja Sinha
El maig de 1578 Mayadunne va abdicar a favor del seu fill Raja Sinha (Rajasinha I o Raja Sinha I) 

### Mort de Mayadunne
El 1579 Raja Sinha va atacar Colombo però la guarnició portuguesa va resistir fins al febrer de 1581 quan van arribar reforços dirigits per Matias de Albuquerque, que després fou virrei (1591-1597) que van forçar la retirada dels atacants. En el seu camí de tornada a Sitawaka Raja Sinha va rebre la noticia de la mort del seu pare Mayadunne als 80 anys.